# Dáfni-Ymittós
Dáfni-Ymittós (en grec : Δάφνη-Υμηττός, en français Daphné-Hymette) est un dème situé juste au sud d'Athènes dans la périphérie de l'Attique en Grèce. Il a été créé en 2011 par la fusion des dèmes de Dafni et Ymittós.
Elle dispose de la station Dáfni sur la ligne 2 du métro d'Athènes.